# Stopplaats Zuideindscheweg
Stopplaats Zuideindscheweg (telegrafische code: zew) is een voormalig stopplaats aan de Nederlandse spoorlijn Uithoorn - Alphen aan den Rijn, destijds aangelegd en geëxploiteerd door de Hollandsche Electrische-Spoorweg-Maatschappij (HESM) als onderdeel van de Haarlemmermeerspoorlijnen. De stopplaats lag ten westen van Nieuwkoop ter hoogte van de buurtschappen Zuideinde en Achttien Kavels. Op verzoek van de bewoners van deze buurtschappen aan de gemeenteraad, die het doorstuurde aan de HESM, werd de stopplaats gerealiseerd. Aan de spoorlijn werd de halte voorafgegaan door station Nieuwkoop en gevolgd door station Aarlanderveen. Stopplaats Zuideindscheweg werd geopend op 1 augustus 1915 en vanwege het weinige gebruik en het terugdringen van het aantal stopplaatsen van de HESM gesloten op 1 april 1923. Bij de halte was een wachterswoning aanwezig met het nummer 61, die in 1933 werd gesloopt.